# Ed Reed
Edward Earl Reed, Jr (St. Rose, Luisiana, Estados Unidos; 11 de septiembre de 1978) es un exjugador profesional de fútbol americano que jugaba en la posición de safety.
Reed jugó a nivel universitario en la Universidad de Miami antes de ser seleccionado por los Baltimore Ravens en la primera ronda del Draft de la NFL de 2002. Desarrolló toda su carrera como profesional en los Ravens a excepción del último año, en el que jugó en los Houston Texans y los New York Jets.
En su carrera, Reed se ha seleccionado a 8 Pro Bowls , fue el ganador del Premio al Jugador Defensivo del Año el 2004, y tiene el récord de la NFL de las intercepciones más largas de la NFL(106 yardas en 2004 y 108 yardas en 2008). También tiene el récord de todos los tiempos de la NFL de yardas en devoluciones de intercepción. Se le considera uno de los Safety más dominante que actualmente juegan en la NFL.  Desde que entró a la liga, Reed ha sido conocido por estudiar cine para memorizar tendencias opuestas de los equipos rivales, así como su capacidad para atraer a los mariscales de campo en lanzar intercepciones.

## Biografía
Reed nació en St. Rose, Louisiana . Asistió a la Escuela Destrehan High en Destrehan, Louisiana. Él fue seleccionado al All-State como Back Defensivo y como regresador de patadas y también el New Orleans Times-Picayune lo decreto como el Jugador Defensivo Más Valioso.
Registro 83 tacleadas, 7 intercepciones, 3 balones sueltos forzados y 12 pases desviados en su último año, mientras que también jugando de Running back y de Quarterback. También regresó 3 patadas de despeje para touchdown.

## Carrera

### Universidad
Reed recibió una beca deportiva para estudiar en la Universidad de Miami, donde fue un destacado Back Defensivo para el entrenador Butch Davis y el entrenador Larry Coker en el equipo de los Huracanes de Miami de 1998 a 2001. Redd también jugó para el equipo de los huracanes que ganó el Campeonato Nacional de 2001.
Reed fue seleccionado en el primer equipo All-American en 2000, y en decisión unánime en el primer equipo All-American en 2001. En 2001, dirigió a la nación con 9 intercepciones para 209 yardas (un récord de la escuela) y 3 touchdown. Él en la victoria memorable sobre Boston College en 2001, cuando tomó el balón de las manos de su compañero de equipo Matt Walters, que acababa de interceptar un pase, y corrió 80 yardas para un touchdown. Reed fue honrado como Jugador Defensivo Big East del Año en 2001, y fue nombrado el Jugador Defensivo Nacional del Año por Football News. Él era uno de los tres finalistas para el Premio Jim Thorpe y fue uno de los 12 semifinalistas para el Trofeo Bronko Nagurski.
Reed se batió varios récords durante su estancia en Miami. Él tiene el récord de intercepciones en su carrera con 21, 389 yardas en devoluciones de interceptaciones y 5 interceptaciones devueltas para touchdowns.< Él también bloqueó 4 patadas de despeje durante sus 4 años de carrera. Además, Reed en años en Miami y fue campeón del Big East en la jabalina.
Reed y el receptor de los Indianapolis Colts Reggie Wayne eran compañeros de habitación durante su tiempo en la Universidad de Miami. Se graduó en 2001 con una licenciatura en artes liberales. Reed fue introducido al salón de la fama de la Universidad de Miami en un banquete celebrado en Miami el 29 de marzo de 2012.

### NFL

#### Baltimore Ravens
Después de la universidad, Reed fue seleccionado por los Baltimore Ravens en la primera ronda (selección global 24 ª) del Draft de la NFL del 2002.
En su primera temporada, Reed empezó en los 16 partidos y terminó la campaña con 85 tacleadas, una captura y cinco intercepciones. Al año siguiente terminó la temporada con 71 tacleadas y siete intercepciones y fue elegido a su primer Pro Bowl .

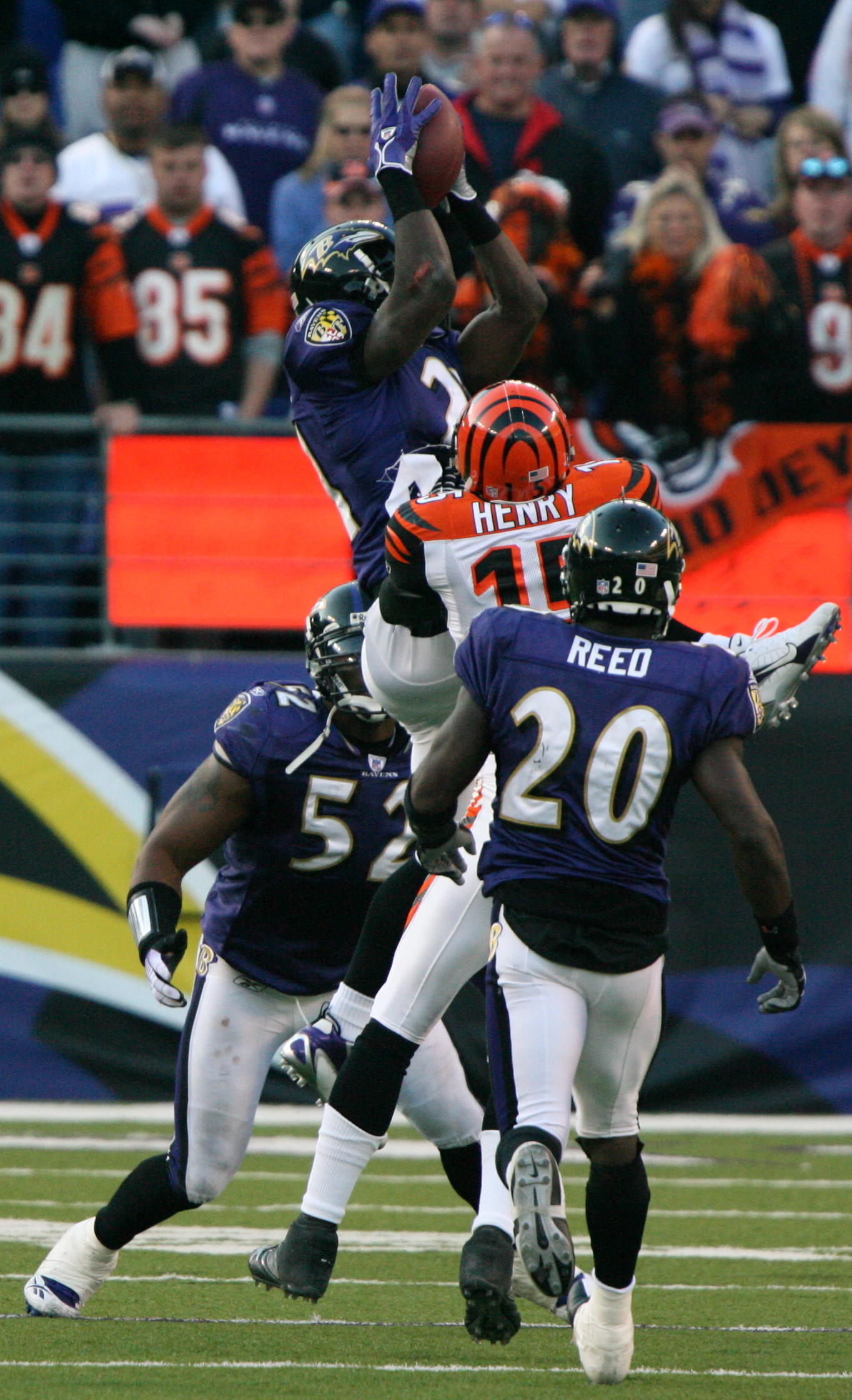
Reed (20), Ray Lewis (52), y Chris McAlister tackleando a Chris Henry de los Cincinnati Bengals en 2006.

En 2004, Reed fue nombrado el Premio al Jugador Defensivo del Año por la Associated Press. Además Reed establece un récord de la NFL para el regreso de una intercepción de más yardas en una touchdown, acumulando 358 yardas en 9 interceptaciones, Reed tuvo este récord hasta el 2009, cuando fue superado por Darren Sharper. También regresó una intercepción 106 yardas para un touchdown, que fue un récord de la NFL hasta que Reed lo rompió en 2008. También en 2004, Reed se convirtió en el único jugador de Pro Bowl de la en bloquear una patada de despeje y devolverla para un touchdown. En 2005, Reed sólo jugó 10 partidos debido a una lesión en el tobillo y terminó la temporada con 37 tacleadas y una intercepción.
En 2006, Reed registró 60 tacleadas y cinco intercepciones y fue elegido a su tercer Pro Bowl. En 2007, hizo 39 tackles y 7 intercepciones. En el Pro Bowl 2008 grabó 2 intercepciones, empatando el récord de Pro Bowl.
Reed ha continuado fuerte en equipos especiales, en lo que va de su carrera en la NFL van 4 despejes bloqueados, regresando 3 para touchdowns, empatando un récord de la NFL.
Durante un partido contra los Philadelphia Eagles el 23 de noviembre de 2008, Reed regresó una intercepción desde su propia área con 108 yardas en retorno (más tarde oficialmente ajustado para 107 yardas por Elias Sports Bureau ). Este estableció un nuevo récord de la NFL, rompiendo su propio récord de 106 yardas establecidas en 2004 contra los Cleveland Browns. El balón que interceptó y la camiseta que usó durante el juego ahora están en el Salón de la Fama. En 2008 con los Ravens en un partido contra los Miami Dolphins, Reed interceptó Chad Pennington 2 veces, devolviendo uno para touchdown. Hasta la fecha, se cuenta con 9 intercepciones en su carrera, 10 en juegos de postemporada.

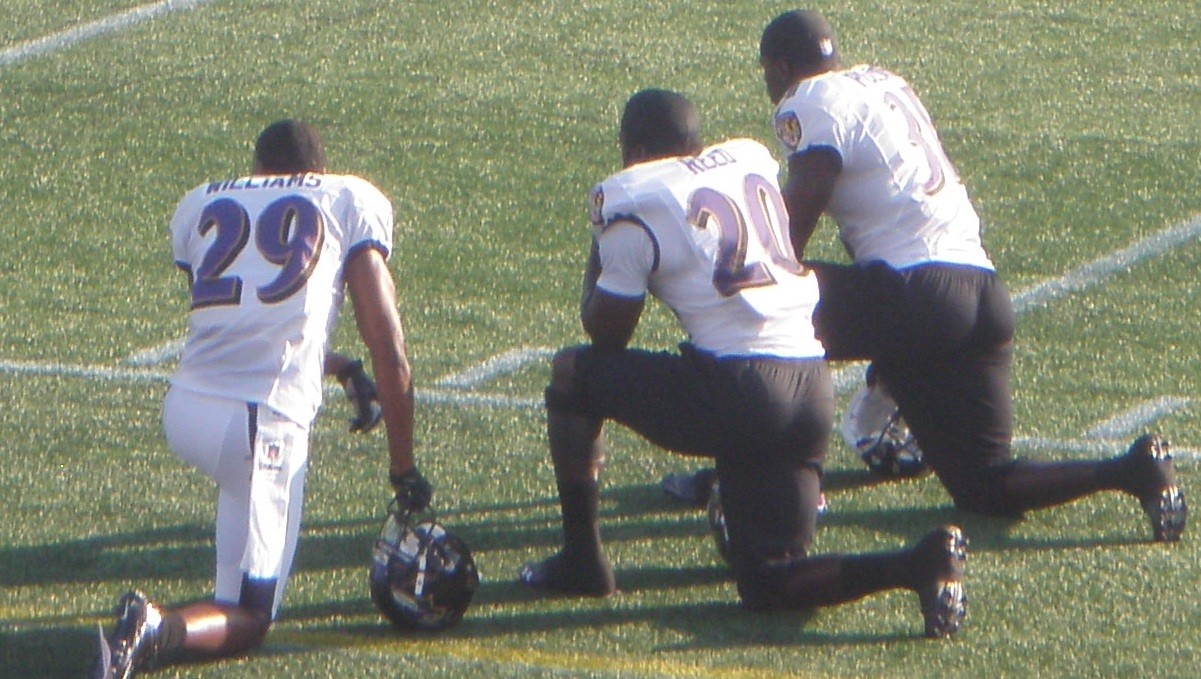
Reed (20), Cary Williams (29), y Bernard Pollard (31) en el Navy-Marine Corps Memorial Stadium en agosto del 2012.

En el 2009 intercepto 3 pases, devolviendo uno para touchdown de 50 yardas contra los Cincinnati Bengals, y añadió 2 intercepciones más en los playoffs, pero perdió el balón en la derrota 20-3 contra los Indianapolis Colts.
En el 2010, Reed encabezó la NFL en intercepciones con 8, a pesar de sólo jugar en 10 partidos debido a una cirugía de cadera. Reed fue el único jugador votado por unanimidad en el Associated Press del 2008 en el equipo All-Pro de la NFL. En 2009, Reed fue seleccionado por el Sporting News parte del equipo de la década (2000).
En la semana 1 de la temporada 2011 de la NFL , Reed registró 2 intercepciones contra el Quarterback de los Steelers Ben Roethlisberger , pasando a Ronnie Lott en múltiples intercepciones. Terminó la temporada regular con 3 intercepciones y una captura con fumble. Reed también interceptó TJ Yates en el cuarto de la Ronda Divisional de la AFC de los Playoffs. Después de desviar otro pase para sellar la victoria, Reed sufrió heridas leves, pero jugó la semana siguiente en la derrota por el Campeonato de la AFC contra los New England Patriots .
Reed falto a un mini entrenamiento de campo obligatorio de los Ravens, pero se presentó al campo de entrenamiento.
En la semana 1 de la temporada 2012, Reed intercepto a Andy Dalton y lo devolvió para touchdown de 34 yardas contra los Cincinnati Bengals, por lo que Reed se convirtió en el líder de regreso en yardas en intercepciones de la NFL. El 19 de noviembre, Reed fue suspendido un partido por la liga "por violaciones repetidas que prohíben golpes a la cabeza y el cuello de jugadores indefensos" al golpear a Emmanuel Sanders. Reed fue considerado reincidente sobre la base de sus golpes anteriores a Deion Branch a principios de temporada y Drew Brees en el 2010. Esta suspensión fue revocada más tarde, y Reed fue multado con 50.000 dólares por el golpe.
Reed ha anotado un total de 13 touchdowns en su carrera, 3 patadas de despejes bloqueadas, un regreso de patada de despeje, 2 retornos balón suelto y 7 regresos de intercepción.
El 3 de febrero de 2013 Reed ganó su primer anillo de campeonato en su carrera al derrotar a San Francisco 49ers en el Super Bowl XLVII por 34-31.

#### Houston Texans
El safety Ed Reed terminó una era de 11 años con los Baltimore Ravens y firmó contrato con los Houston Texans para la próxima campaña, el defensivo llenará el hueco que dejó vacante Glover Quin quien se fue a los Detroit Lions.
Houston decidió cortar al safety sin haber terminado la campaña regular debido al bajo rendimiento que ha mostrado en el emparrillado el 12 de noviembre de 2013.